# Сграда на Солунския административен и апелативен съд
Сградата на Солунския административен и апелативен съд (на гръцки: Το κτίριο Διοικητικού Εφετείου/Πρωτοδικείου Θεσσαλονίκης) е историческа постройка в град Солун, Гърция, в която от 2003 и 2004 година се помещават съответно местният административен и апелативен съд. На 12 юни 1986 година с решение на министъра на културата сградата е обявена за произведение на културата, което се ползва от специална държавна защита.

## Архитектура
Представлява двуетажна сграда, състояща се от две крила, срещнати под ъгъл от 90 градуса. На мястото на събирането на крилата е монументалния вход с чифт колони с капители. Над входа има още един етаж над крилата. Фасадите на сградата са със симетрични правоъгълни прозорци на първия и засводени на втория етаж.

## История
Сградата е построена в 1926 година от отците ласалианци за Френския ласалиански колеж. От 1965 година заедно с колежа там се помещава и Училището за изкуства „Демокрит“, а през 1968 година Френският колеж се измества в друга сграда. В 1999 година сградата е закупена от Съдебния сграден фонд и на 7 януари 2004 година. В нея от декември 2003 година започва да работи административният, а от 7 януари 2004 година и местният апелативен съд.